# أبراهيم أباد (مشهد ميقان)
أبراهیم أباد (بالفارسية: ابراهیم‌آباد) هي قرية تقع في إيران في قسم مشهد میقان الريفي. يقدر عدد سكانها بـ 134 نسمة .